# Mads Roerslev
Mads Roerslev Rasmussen (ur. 24 czerwca 1999 w Kopenhadze) – duński piłkarz występujący na pozycji obrońcy w niemieckim klubie VfL Wolfsburg, do którego jest wypożyczony z Brentford oraz w reprezentacji Danii. Wychowanek FC København, w trakcie swojej kariery grał także w takich zespołach, jak Halmstads BK oraz Vendsyssel FF.